# 1890-ті

## Події

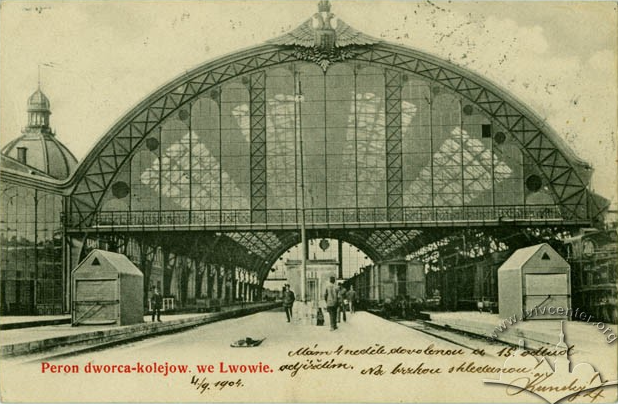
Елемент інженерної архітектури

- 1890—1910 — характерна інженерна архітектура.
- 1892–93 — Голод на Поволжі та полудні Росії [сцена допомоги США Росії продовольства зображена на картикнах «Корабль помощи» и «Раздача продовольствия», Івана Айвазовського].
- 1893–97 — президенство в США Гровера Клівленда;
- 1894–95 — японсько-китайська війна
- 1896 — початок золотої лихоманки в Клондайку
- перехід друкарень на фотомеханічні способи відтворення, що істотно розширило технічні можливості[1].

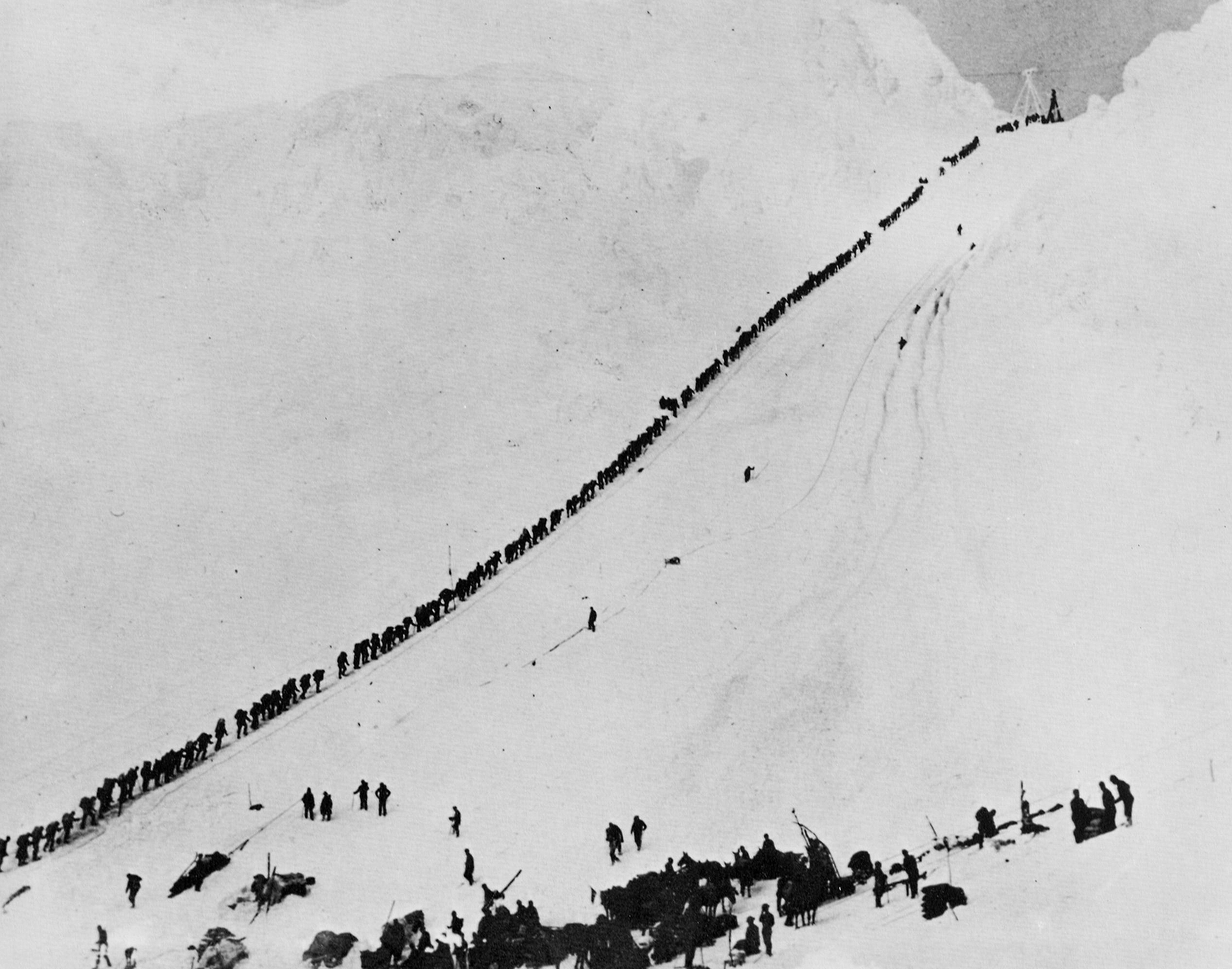
Вервечка золотошукачів на перевалі Челкут

- винахід крекінгу.